# Serieåret 1933

## Händelser

### Februari
- 17 februari - Blondie gifter sig med Dagobert Krikelin.

### Okänt datum
- Den amerikanska serietidningen Mickey Mouse Magazine startas.[1]

## Pristagare
- Pulitzerpriset för "Editorial Cartooning": H. M. Talburt, Washington Daily News, för "The Light of Asia"

## Födda
- 21 maj - P. K. Manthri (död 1984), indisk serieskapare.
- 27 maj - Manfred Sommer (död 2007), spansk serieskapare.
- 8 juni - Jan Kruis, nederländsk serietecknare.
- 15 juli - Guido Crepax (död 2003), italiensk serieskapare.
- 13 oktober - Gunnar Persson (död 2018), svensk serietecknare.
- 26 oktober - Rolf Gohs (död 2020), estnisk-svensk serietecknare och illustratör.
- 17 november - Roger Leloup, belgisk serieskapare.
- 9 december - Ashleigh Brilliant, brittisk serietecknare.

### Fotnoter
1. ↑  Swecomics